# Museum Østjylland Randers
Museum Østjylland Randers blev oprettet i 1872 under navnet Randers Museum.  
Bag oprettelsen stod en lokal museumsforening, men i 1962 overgik ejerskabet af museet til Randers Kommune. Samtidigt blev Randers Lokalhistoriske Arkiv udskilt fra museet og lagt under biblioteket. Museet fik navnet Kulturhistorisk Museum og blev statsanerkendt. I 1969 flyttede Kulturhistorisk Museum ind i det nybyggede Kulturhus sammen med Randers Kunstmuseum og biblioteket.
Museet rummer store samlinger særligt fra oldtid og nyere tid. Samlingerne er generelt af god kvalitet, og stammer hovedsageligt fra Randersegnen. En del er dog indsamlet i det større indsamlingsområde Randers Amt, der tidligere udgjorde museets ansvarsområde. Desuden indeholder samlingen genstande fra andre steder i Danmark, tilvejebragt i 1900-tallet. Museet rummer således genstande og viden, der rækker ud over Randers Kommune.
Lokalhistoriske Arkiv blev i 1996 tilbageført til Kulturhistorisk Museum. I 1996 åbnede museets afdeling for håndværk i Kejsergaarden (Håndværksmuseet Randers). Efter kommunalreformen (2007) indgik begge Museer 1. januar 2011 i Museum Østjylland, nu under nyt navn.